# Rajec Szlachecki (gromada)
Rajec Szlachecki – dawna gromada, czyli najmniejsza jednostka podziału terytorialnego Polskiej Rzeczypospolitej Ludowej w latach 1954–1972.
Gromady, z gromadzkimi radami narodowymi (GRN) jako organami władzy najniższego stopnia na wsi, funkcjonowały od reformy reorganizującej administrację wiejską przeprowadzonej jesienią 1954 do momentu ich zniesienia z dniem 1 stycznia 1973, tym samym wypierając organizację gminną w latach 1954–1972.
Gromadę Rajec Szlachecki siedzibą GRN w Rajcu Szlacheckim utworzono – jako jedną z 8759 gromad na obszarze Polski – w powiecie radomskim w woj. kieleckim, na mocy uchwały nr 13i/54 WRN w Kielcach z dnia 29 września 1954. W skład jednostki weszły obszary dotychczasowych gromad Rajec Szlachecki, Sadków i Natolin ze zniesionej gminy Radom oraz Rajec Poduchowny ze zniesionej gminy Kozłów w tymże powiecie. Dla gromady ustalono 13 członków gromadzkiej rady narodowej.
1 stycznia 1969 do gromady Rajec Szlachecki przyłączono wieś Stara Wola Gołębiowska ze zniesionej gromady Wola Gołębiowska.
Gromada przetrwała do końca 1972 roku, czyli do kolejnej reformy gminnej.